# Atemschutzgerätewart
Der Atemschutzgerätewart der Feuerwehr in Deutschland ist mit der sachgerechten Wartung, Instandsetzung sowie der Lagerung von Gerätschaften, die im Atemschutz verwendet werden, betraut.
Die Aufgaben des Atemschutzgerätewartes sind in der FwDV 7 (Atemschutz) geregelt.
Die Ausbildung zum Atemschutzgerätewart erfolgt u. a. am Institut der Feuerwehr, an den Landesfeuerwehrschulen und bei den Herstellern von Atemschutzgeräten. Die Ausbildung zum Atemschutzgerätewart bei der Feuerwehr in Deutschland dauert mindestens 35 Unterrichtsstunden. Die Feuerwehr-Dienstvorschrift 2 schreibt als Zugangsvoraussetzung die Qualifikationen als Truppführerlehrgang und Atemschutzlehrgang vor.
Dieser Lehrgang, oder aber ein verkürzter, fachspezifischer Lehrgang zum Erwerb der notwendigen Fachkunde, ist zusammen mit der Qualifikation als Gruppenführer Zulassungsvoraussetzung zum Lehrgang Ausbilder für Atemschutz.
Die nächste Stufe ist Leiter des Atemschutzes:
Laut der Tabelle für die Aufgabenverteilung im Atemschutz ist der Leiter des Atemschutzes verantwortlich für die Bereiche:
- Beraten des Leiters der Feuerwehr im Aufgabengebiet Atemschutz
- Kontrolle der persönlichen Atemschutznachweise
- Überwachen des Aufgabengebietes Atemschutz einschließlich der Aus- und Fortbildung